# Гретна (Небраска)
Гретна (англ. Gretna) — місто (англ. city) в США, в окрузі Сарпі штату Небраска. Населення — 5083 особи (2020).

## Географія
Гретна розташована за координатами 41°8′32″ пн. ш. 96°14′5″ зх. д. / 41.14222° пн. ш. 96.23472° зх. д. (41.142239, -96.234606).  За даними Бюро перепису населення США в 2010 році місто мало площу 5,43 км², уся площа — суходіл. В 2017 році площа становила 6,32 км², уся площа — суходіл.

## Демографія
Згідно з переписом 2010 року, у місті мешкала 4441 особа в 1594 домогосподарствах у складі 1139 родин. Густота населення становила 818 осіб/км².  Було 1671 помешкання (308/км²).
Расовий склад населення:
| - 97,4 % — білих - 0,6 % — чорних або афроамериканців - 0,5 % — азіатів - 0,1 % — корінних американців |

До двох чи більше рас належало 1,1 %. Частка іспаномовних становила 1,6 % від усіх жителів.
За віковим діапазоном населення розподілялося таким чином: 31,7 % — особи молодші 18 років, 55,9 % — особи у віці 18—64 років, 12,4 % — особи у віці 65 років та старші. Медіана віку мешканця становила 34,5 року. На 100 осіб жіночої статі у місті припадало 96,2 чоловіків;  на 100 жінок у віці від 18 років та старших — 87,7 чоловіків також старших 18 років.
Середній дохід на одне домашнє господарство  становив 77 802 долари США (медіана — 71 250), а середній дохід на одну сім'ю — 83 796 доларів (медіана — 77 149). Медіана доходів становила 54 081 долар для чоловіків та 41 364 долари для жінок. За межею бідності перебувало 6,7 % осіб, у тому числі 11,5 % дітей у віці до 18 років та 4,3 % осіб у віці 65 років та старших.
Цивільне працевлаштоване населення становило 2613 особи. Основні галузі зайнятості: освіта, охорона здоров'я та соціальна допомога — 29,7 %, науковці, спеціалісти, менеджери — 11,5 %, мистецтво, розваги та відпочинок — 11,1 %.